# 베 (스위스)
베(프랑스어: Bex)는 스위스 보주에 위치한 도시로 면적은 96.56km2, 높이는 424m, 인구는 7,364명(2015년 12월 기준), 인구 밀도는 76명/km2이다. 16세기부터 채굴이 시작된 소금 광산이 있다.

## 역사
베는 574년에 Baccis로 처음 언급되었다.

### 소금광산
베의 소금 매장지는 스위스에서 처음으로 발견되었다. 15세기에 이 지역에서 소금 공급원이 언급되었지만, 파네(Panex)에서 대규모 광상이 발견된 것은 1554년이 되어서였다. 얼마 지나지 않아 소금 생산이 시작되었다. 1582년에 로슈에 소금 공장이 건설되었다. 처음에 소금 공장은 베르너 귀족들에 의해 운영되었고, 그 다음에는 외국 귀족들이 운영했다. 1685년에 소금 광산은 베른의 직접적인 통제를 받았다. 18세기 초에는 총감독에게 위임되었으며, 그중 가장 유명한 사람은 알브레히트 폰 할러였다.
로슈의 소금 공장에 목재를 제공하기 위해 1695년에 Joux Verte 협곡에 숲을 심었다. 16세기부터 그들은 소금 생산을 가속화하기 위해 자연 증발을 끓는 것으로 대체하기 시작했다. 최초의 터널은 1684년에 새로운 소금 공급원을 찾기 위해 팠다. 소금 매장지는 르 베뷰(Le Bévieux)와 레 데방(Les Devens, 둘 다 베 시정촌의 일부)과 에이글에서 발견되었다. 르 베뷰의 광산은 21세기 초에도 여전히 가동 중이었다.

## 지리
베의 면적은 2009년 기준으로 96.56k㎡이다. 이 면적 중 25.85k㎡ (26.8%)가 농업 목적으로 사용되는 반면 32.42k㎡ (33.6%)는 산림이다. 나머지 토지 중 4.48k㎡ (4.6%)가 정착(건물 또는 도로), 0.84k㎡ (0.9%)가 강 또는 호수이며, 33.01k㎡ (34.2%)는 비생산적인 토지이다.
건축면적 중 주택과 건물이 2.0%, 교통기반시설이 1.6%를 차지했다. 숲이 우거진 토지 중 전체 토지의 28.1%는 숲이 우거져 있고, 2.6%는 과수원이나 작은 나무 군락으로 덮여 있다. 농경지 중 4.3%는 작물 재배에 사용되며, 5.8%는 목초지로, 2.0%는 과수원이나 포도밭에, 14.7%는 고산 목초지에 사용된다. 시정촌의 모든 물은 흐르는 물이다. 비생산적인 지역 중 9.4%는 비생산적인 초목, 23.1%는 초목이 자라기에는 너무 바위가 많은 지역, 1.7%는 빙하로 덮여 있다.
베는 론강의 동쪽에 있는 넓은 계곡에 자리잡고, 있으며, 동쪽은 베른 알프스, 서쪽은 샤블레 알프스로 둘러싸여 있다. 시정촌은 아방송강을 따라 에이글구에 있다. 세 번째로 큰 시정촌이며, 론강변(395m)에서 알프스까지 뻗어 있다. 여기에는 레 디아블레 (3,210m), 그랑 무베랑(Grand Muveran), 당 파브르(Dent Favre), 당 드 모르클레(Dent de Morcles)등 주의 가장 높은 산 대부분이 포함된다. 시정촌은 베 마을과 르 샤텔, 레 데방, 르 쉰, 페날레, 레 포세, 르 베뷰, 프레니에레 및 레 플랑-수르-베의 작은 마을로 구성된다.
유명한 스키 리조트가 인근에 있다. 특히 블라르-수르-올롱과 그리용은 마을에서 몇 킬로미터 떨어져 있다. 베는 콜 드 라 크로아(Col de la Croix) 고개를 통해 레 디아블레레(Diablerets)와 연결되어 있다.

### 기후
베는 연간 평균 123.3일의 비 또는 눈이 내리며, 평균 강수량은 1,055mm이다. 가장 습한 달은 8월로 이 기간 동안 베는 평균 119mm의 비나 눈을 내렸다. 이달의 평균 강수일은 11.5일이다. 강수량이 가장 많은 달은 6월로 평균 12.4일이지만 비 또는 눈의 양은 109mm에 불과하다. 일년 중 가장 건조한 달은 2월로 9.4일 동안 평균 강수량이 69mm이다.

## 인구통계

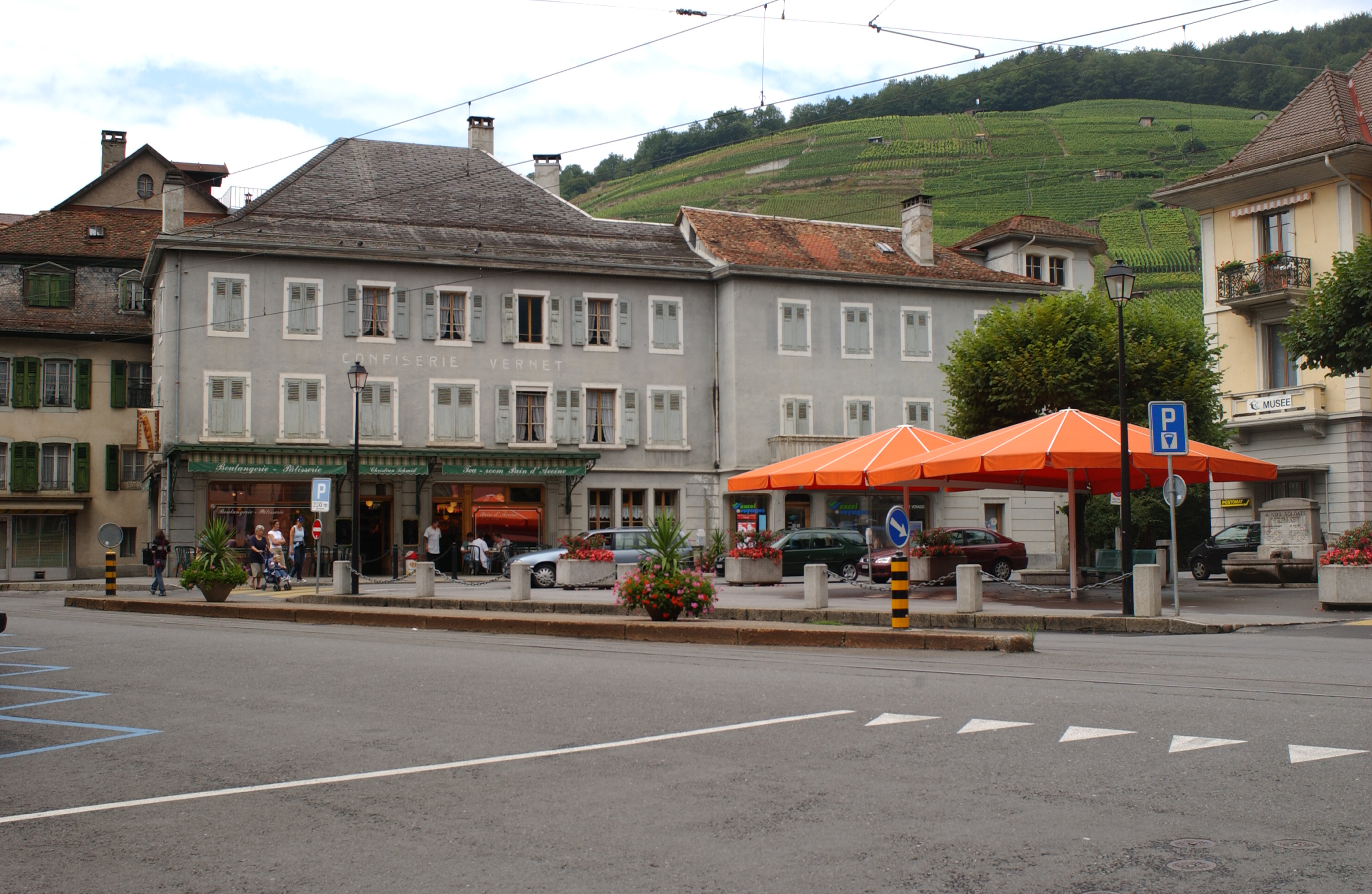
시장, 배경에 포도밭

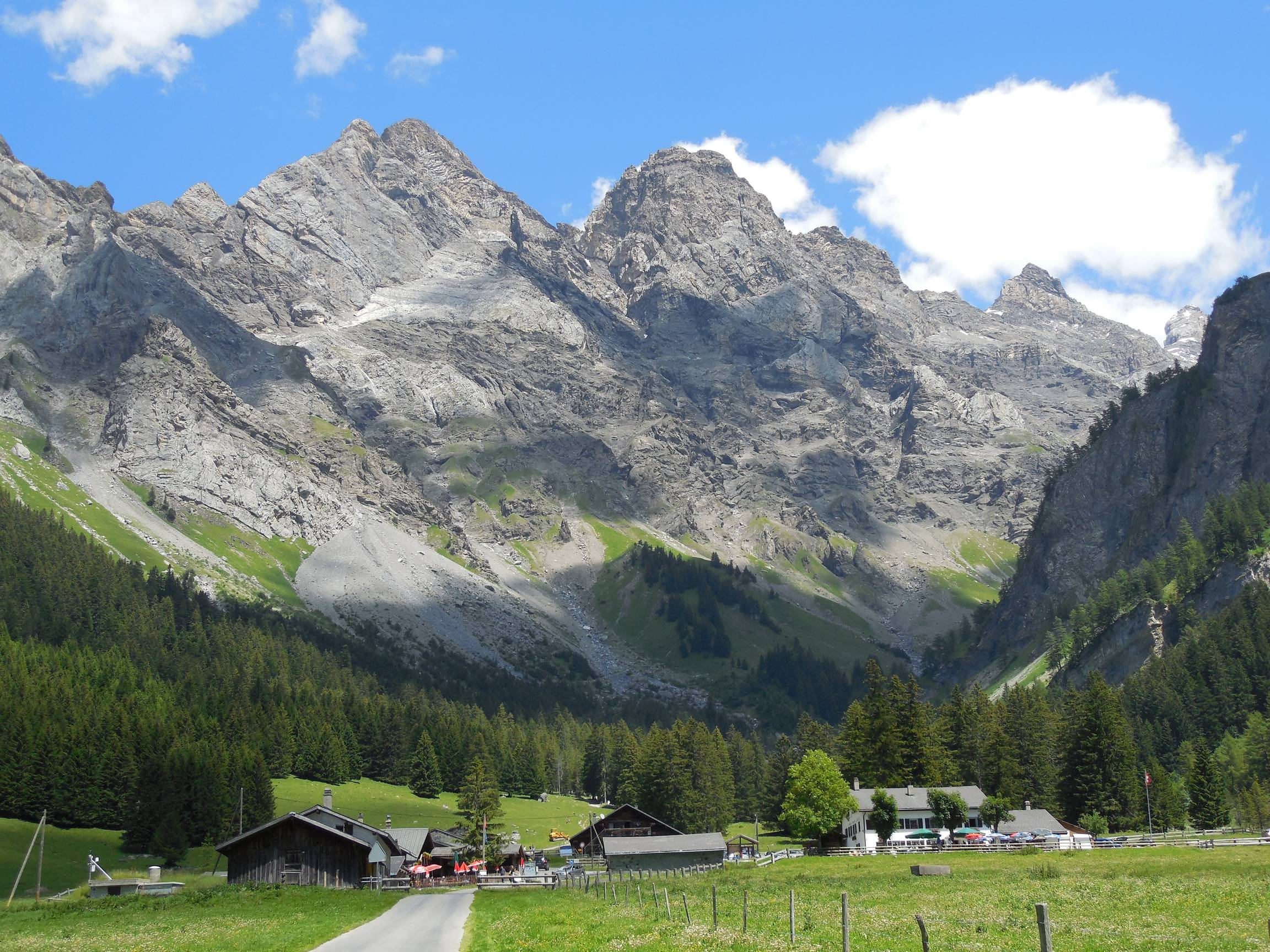
디아블레가 지배하는 솔라레 고산 목초지

2020년 12월 기준, 베의 인구는 7,845명이다. 2008년 기준으로 인구의 26.3%가 거주하는 외국인이다. 1999년부터 2009년까지 지난 10년 동안 인구는 12.8%의 비율로 변화했다. 이주로 인해 13.7%의 비율로, 출생 및 사망으로 인해 0.5%의 비율로 변경되었다.
2000년 기준, 인구 대부분인 5,008명(83.8%)이 프랑스어를 사용하며, 알바니아어가 232명(3.9%)으로 2위이고, 독일어가 203명(3.4%)으로 3위이다. 이탈리아어를 할 줄 아는 149명과 로만슈어를 할 줄 아는 사람이 2명 있다.
지차체의 인구 중 1,937 또는 약 32.4%가 2000년에 베에서 태어나 그곳에 살았다. 같은 주에서 태어난 1,187명(19.9%)이 있었고, 1,063명(17.8%)이 스위스 타지에서 태어났고, 1,414명(23.7%)은 스위스 외부 외국에서 태어났다.
2008년에는 스위스 시민이 46명, 비스위스계 시민이 18명이었고, 같은 기간에 스위스 시민이 54명, 비스위스계 시민이 5명이었다. 이민과 이민을 무시하면 스위스 시민의 인구는 8명 감소한 반면 외국인 인구는 13명 증가했다. 스위스로 재이민 온 스위스 남자 5명과 스위스 여자 1명이 있었다. 동시에 다른 나라에서 스위스로 이주한 70명의 비스위스계 남성과 65명의 비스위스계 여성이 있었다. 2008년 전체 스위스 인구 변화(시 경계를 넘는 이동을 포함한 모든 출처에서)는 92명이 증가했고, 비스위스계 인구는 43명이 증가했다. 이는 2.2%의 인구 증가율을 나타낸다.
2009년 현재 베의 연령 분포는 다음과 같다. 646명(인구의 10.3%)이 0~9세이고, 810명(12.9%)이 10~19세이다. 성인 인구 중 713명(인구의 11.4%)이 20~29세이다. 731명(11.7%)은 30~39세, 1000명(16.0%)은 40~49세, 815명(13.0%)은 50~59세이다. 고령자 분포는 710명(인구의 11.3%)이 60세 이상이다. 그리고 69세는 534명(8.5%)이 70~79세, 249명(4.0%)이 80~89세, 59명(0.9%)이 90세 이상이다.
2000년 기준으로 시정촌에 미혼이거나, 독신인 사람은 2,346명이다. 기혼자는 2,868명, 미망인은 409명, 이혼한 사람은 350명이었다.
2000년 기준으로 시정촌의 개인가구는 2,403세대로 가구당 평균 2.3명이다. 1인 가구는 820가구, 5인 이상 가구는 177가구였다. 총 2,468가구 중 1인 가구가 33.2%로 부모와 동거하는 성인은 14가구였다. 나머지 가구 중 자녀가 없는 기혼가구는 678가구, 자녀가 있는 기혼가구는 721가구로 자녀가 있는 편부모는 137가구다. 33가구는 혈연관계가 없는 사람들로, 65가구는 일종의 기관이나 집단주택으로 구성되어 있었다.
2000년에는 총 1,785호의 주거용 건물 중 1,062호(전체의 59.5%)가 단독 주택이었다. 다가구 372채(20.8%), 주거용으로 주로 사용되는 다목적 건물이 208채(11.7%), 기타 주거용 건물(상업, 공업)이 143채(8.0%)였다. 단독 주택 중 303채는 1919년 이전에 지어졌고, 93채는 1990년에서 2000년 사이에 지어졌다. 가장 많은 다가구 주택(173채)은 1919년 이전에 지어졌고, 다음으로 가장 많은(44채) 다가구 주택(44채)은 1919년과 1945년 사이에 지어졌다. 1996년에서 2000년 사이에 지어진 다가구 주택.
2000년에는 3,346채의 아파트가 시정촌에 있었다. 가장 일반적인 아파트 크기는 3개의 방으로 1,068개였다. 1인실 아파트는 176채, 5실 이상 아파트는 716채였다. 이 중 상가주택은 총 2,334채(전체의 69.8%), 비수기형은 675채(20.2%), 공실은 337채(10.1%)였다. 2009년 기준 신규 주택 건설률은 인구 1000명당 2.9세대였다. 2010년 시정촌 공실률은 0.43%였다.

역사적 인구는 다음 차트에 나와 있다.:

## 국가 중요 문화재
교회 종탑, 소금 광산 단지, 아르질리에 요새 및 론강의 다리(발레의 생모리스와 공유)는 국가적으로 중요한 스위스 문화유산으로 등재되어 있다. 레 포세(Les Posses) 마을 전체와 르 베뷰(Le Bévieux) 지역은 모두 스위스 유산 목록의 일부이다.

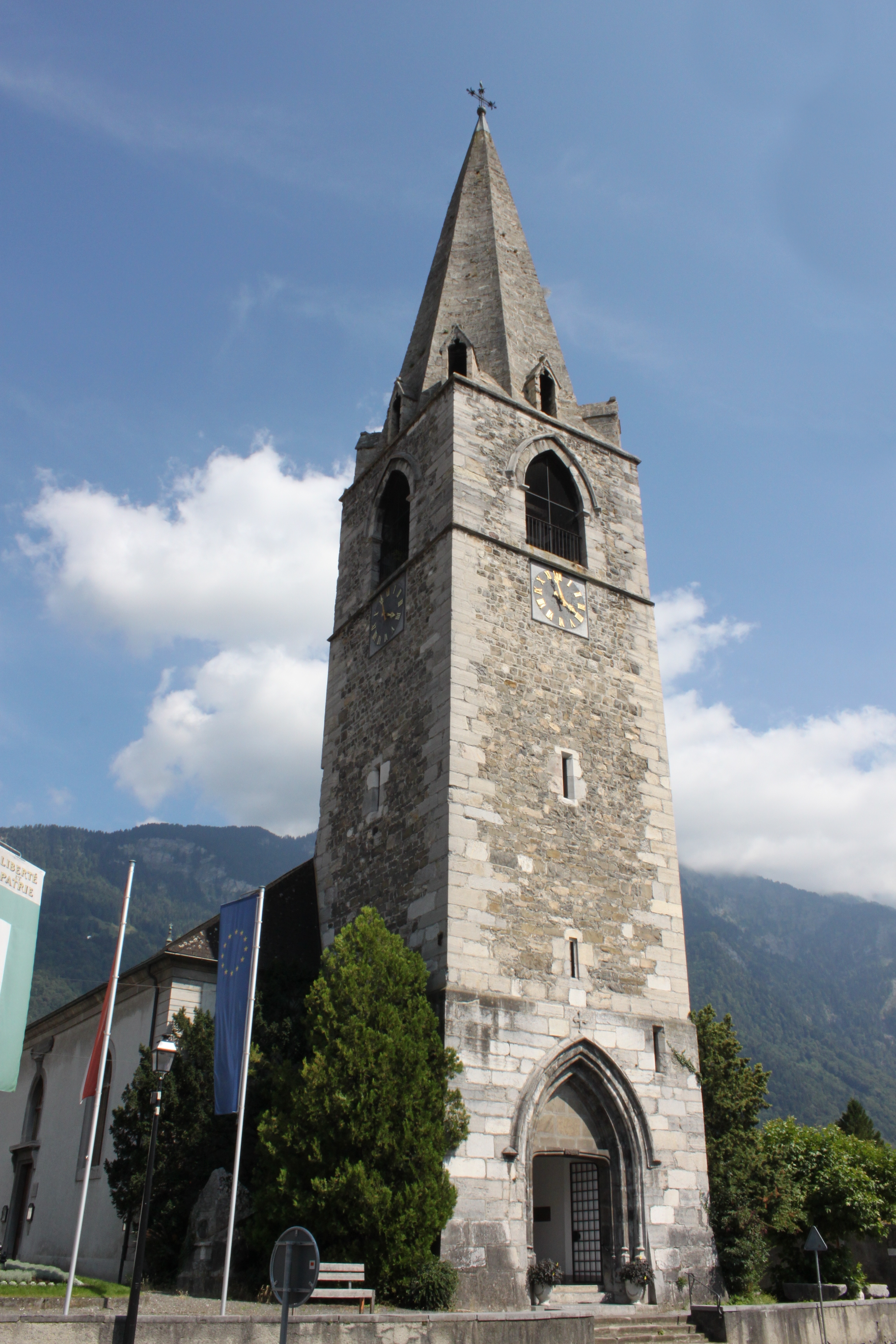
교회 종탑
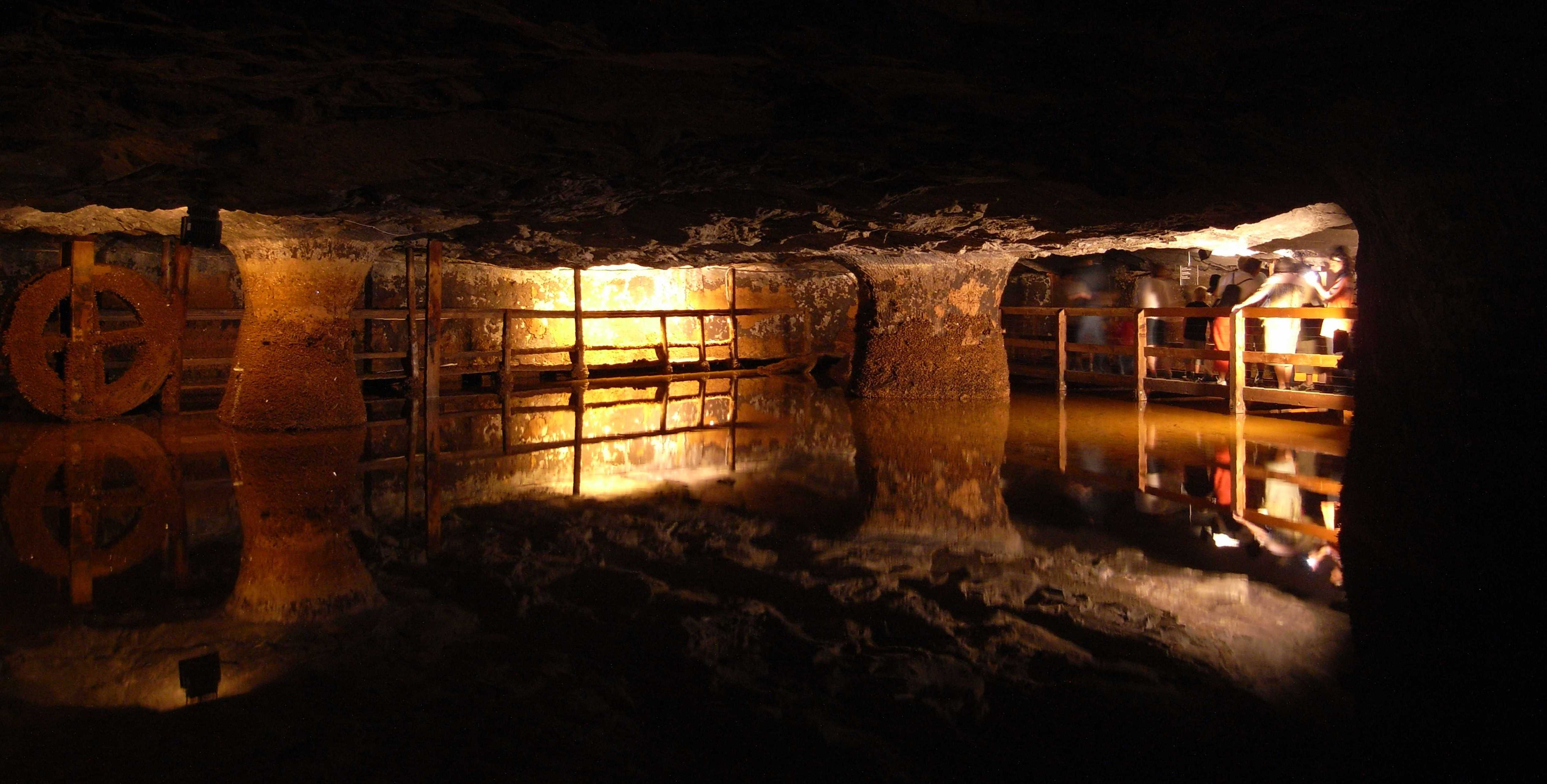
소금광산 단지

## 정치

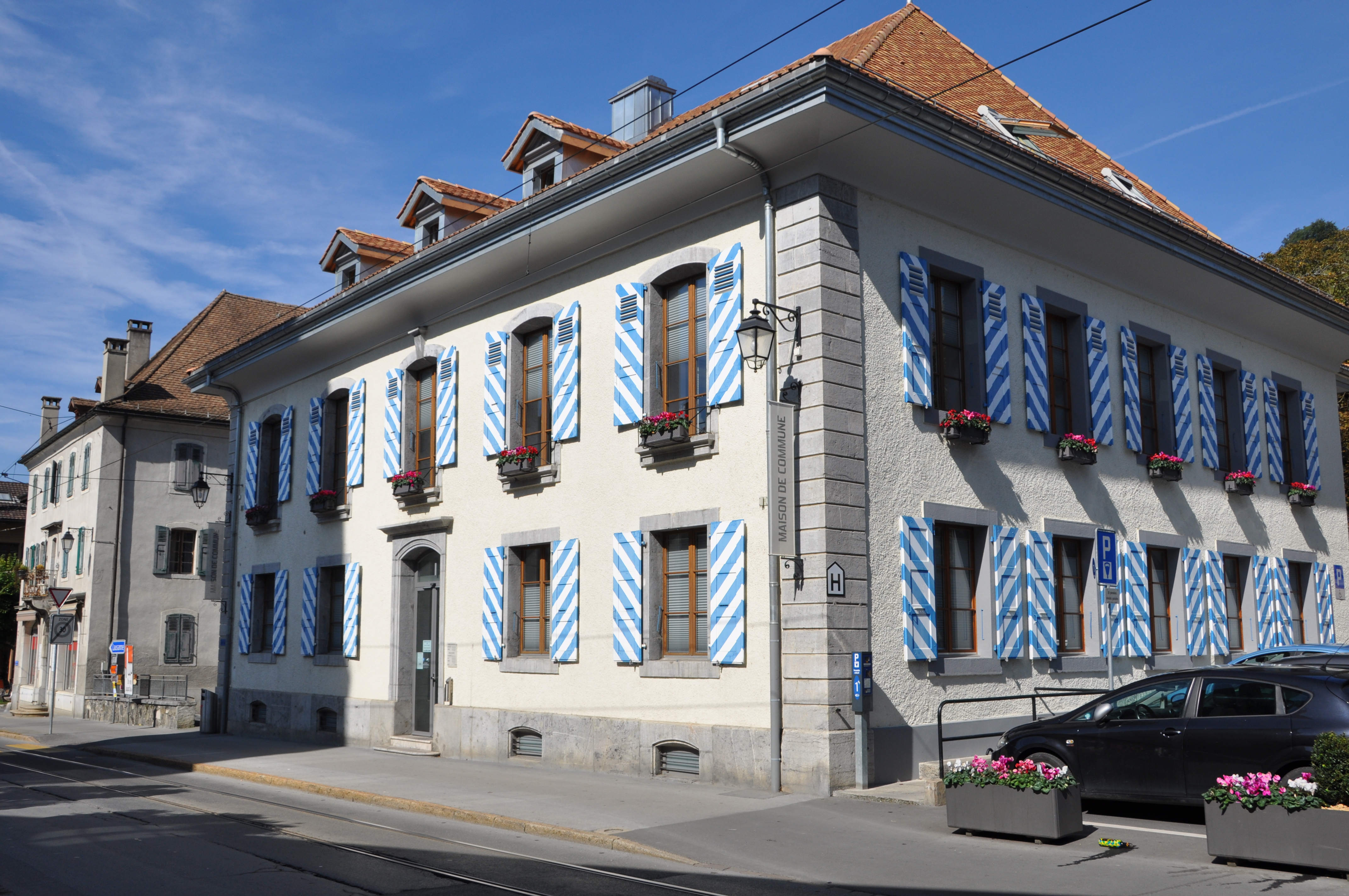
지자체 정부 청사

2007 년 연방 선거에서 가장 인기 있는 정당은 30.69%의 득표율을 기록한 SVP였다. 다음으로 가장 인기 있는 3개 정당은 SP (27.02%), FDP (12.65%), 녹색당 (11.75%)이었다. 이번 연방 총선에서는 총 1,565표가 투표율 43.1%를 기록했다.

## 경제
2010년 현재 베의 실업률은 6.9%이다. 2008년 현재 1차 경제 부문에 234명이 고용되어 있으며, 이 부문에 약 66개 기업이 참여하고 있다. 746명이 2차 부문에 고용되었고, 이 부문에 72개의 기업이 있었다. 1,157명이 3차 부문에 고용되었으며, 이 부문에는 196개의 기업이 있다. 시정촌 주민은 2,608명으로 일정 정도 고용되었으며, 그중 여성이 전체 노동력의 42.5%를 차지하였다.
2008년에 정규직에 상응하는 총 일자리 수는 1,794개였다. 1차 부문의 일자리 수는 137개였으며, 그중 128개는 농업에, 9개는 임업 또는 목재 생산에 종사했다. 2차 부문의 일자리 수는 706개로 그중 제조업이 361개(51.1%), 광업이 51개(7.2%), 건설이 178개(25.2%)였다. 3차 부문의 일자리 수는 951개였다. 3차 부문에서; 201%(21.1%)는 도소매 또는 자동차 수리업, 56개(5.9%)는 상품 이동 및 보관, 137개(14.4%)은 호텔 또는 레스토랑, 8개(0.8%)는 정보 산업), 5개(0.5%)는 보험 또는 금융 산업, 86개(9.0%)는 기술 전문가 또는 과학자, 82개(8.6%)는 교육, 146개(15.4%)는 의료 분야였다.
2000년 기준 자치단체로 통근하는 근로자는 1,077명, 출퇴근자는 1,294명이었다. 지차체는 근로자의 순수출 지자체로, 1명이 전입할 때 약 1.2명의 근로자가 지차체를 떠나고 있다. 베에 들어오는 인력의 약 4.5%는 스위스 외부에서 오고, 현지인 중 0.0%는 일을 위해 스위스에서 출퇴근한다. 근로 인구 중 13.5%가 출퇴근용 대중교통을, 61.6%가 자가용을 이용하였다.

## 종교

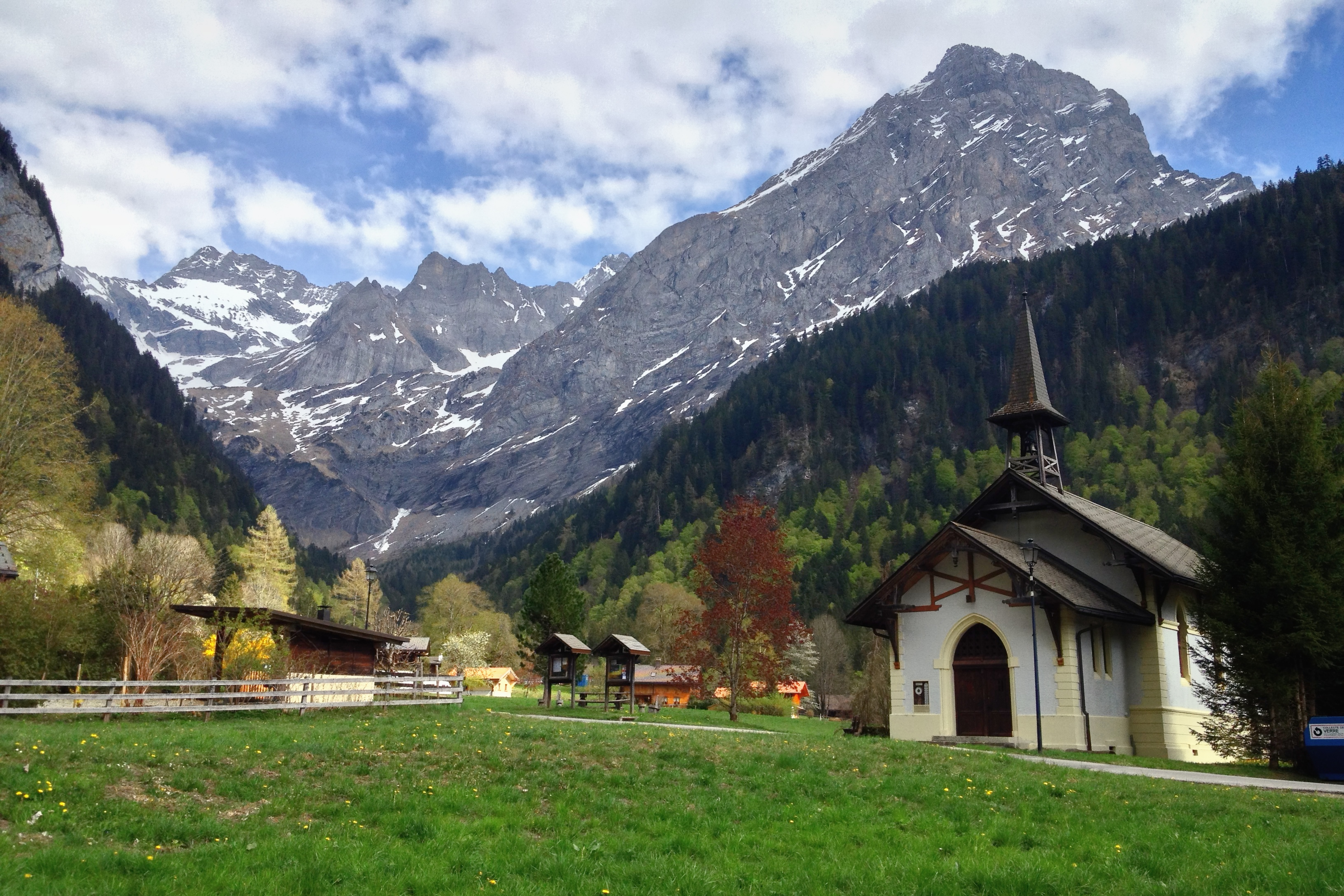
레 프랑-수르-베 예배당, 뒤로 그랑 무베랑

2000년 인구 조사에 따르면 1,986명(33.2%)이 로마 가톨릭 신자이고, 2,356명(39.4%)이 스위스 개혁 교회에 속해 있다. 나머지 인구 중 정교회 교인 이 44명(인구의 약 0.74%), 크리스찬 가톨릭 교회 교인이 5명(인구의 약 0.08%)이 있었고, 다른 기독교 교회에 속한 개인 60명(또는 인구의 약 1.00%)이 있었다. 이슬람교는 462명(인구의 약 7.73%), 불교 12명, 힌두교 41명 다른 종교에 속한 21명이 있었다. 554명(인구의 약 9.28%)은 교회에 속하지 않고, 불가지론자 또는 무신론자이며, , 432명(인구의 약 7.23%)이 질문에 대답하지 않았다.

## 교육
베에서는 인구의 약 1,897명(31.8%)이 필수가 아닌 고등 교육을 이수했으며, 523명(8.8%)이 추가 고등 교육(대학 또는 응용학문대학)을 마쳤다. 고등 교육을 마친 523명 중 52.6%가 스위스 남성, 29.1%가 스위스 여성, 11.5%가 비스위스계 남성, 6.9%가 비스위스계 여성이었다.
2009/2010 학년도에 베 학군에는 총 790명의 학생이 있었다. 보주 주립학교 시스템에서는 정치 구역에서 2년간의 의무가 아닌 유아원을 제공한다. 학년도 동안 학군은 총 205명의 어린이에게 유치원 보육을 제공했으며, 그중 96명의 어린이(46.8%)가 보조금을 받는 유치원 보육을 받았다. 4년 동안 지속되는 초등학교 프로그램에는 378명의 학생이 있었다. 중학교 의무 프로그램은 6년 동안 지속되며, 해당 학교의 학생은 356명이었다. 또한 홈스쿨링을 하거나 다른 비전통 학교에 다니는 56명의 학생이 있었다.
2000년 기준으로 베에는 타 지자체에서 온 학생이 105명, 시외 학교에 다니는 주민이 189명이다.

## 교통

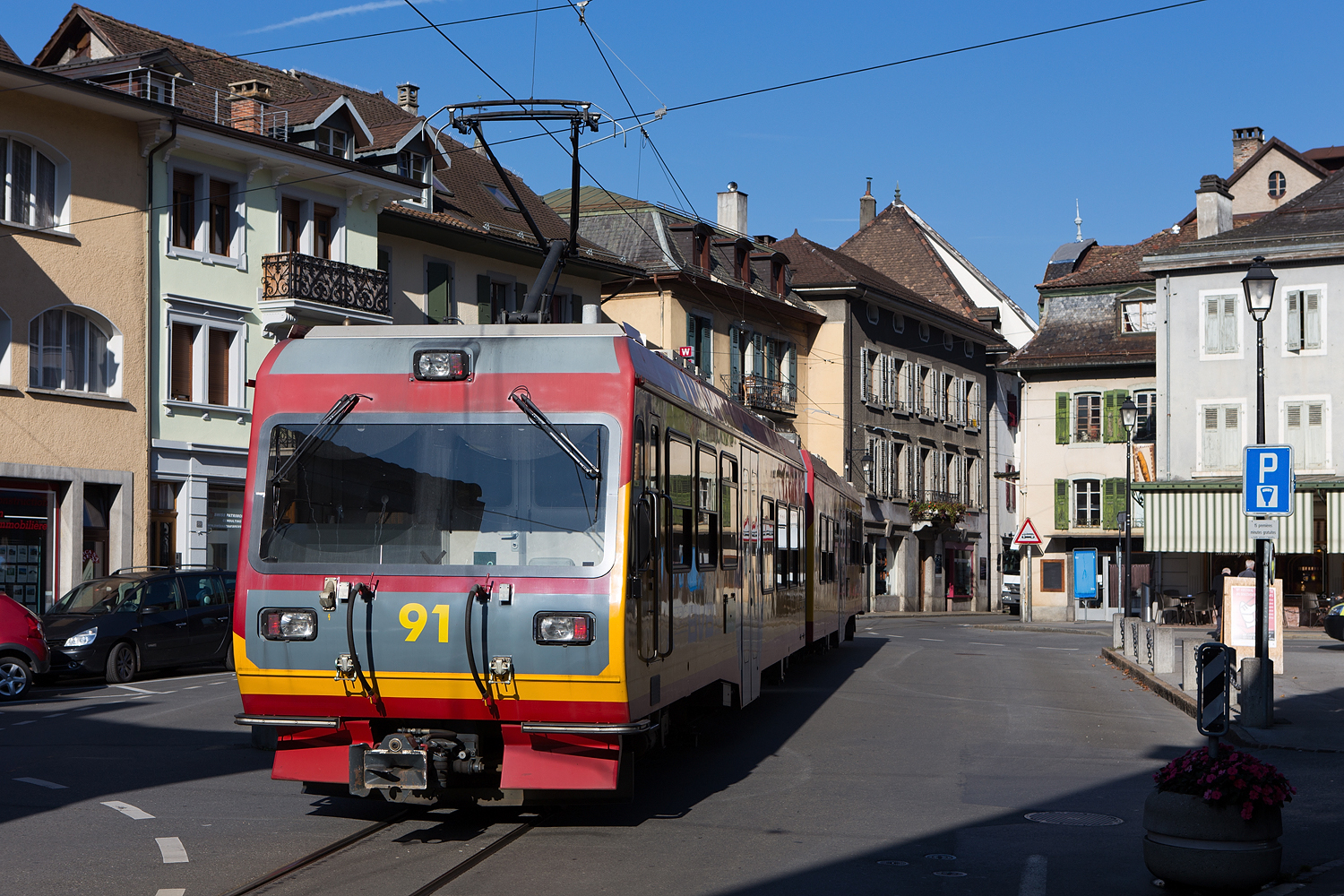
루 중앙역을 베–빌라르 차량

베는 이탈리아(도모도솔라)와 남부 스위스에서 출발하여 로잔을 거쳐 제네바까지 이어지는 스위스 연방 철도 간선 심플론선의 정류장이다. 베는 또한 지역 TPC 회사인 샤블레 대중교통의 4개 철도 중 하나인 베-빌라르-브레타예 철도(BVB)의 종점이기도 하다. BVB는 베에서 빌라르 및 브레타예까지 동쪽으로 운행된다. 인근 에이글에서는 에이글역에서 TPC의 다른 3개의 매우 아름다운 협궤 철도로 연결된다.
샤블레 대중교통은 "100년 이상 동안 그리고 모든 기대와 달리 TPC의 철도는 가톨릭과 개신교의 땅인 스위스의 보주와 발레주 지역의 평야와 산, 마을과 시골을 연결했다." ASD, AL, BVB 철도는 보주 내에서 운행된다. AOMC는 또한 에이글을 떠나 론강을 건너 몽테와 샹페리에 도달할 때 발레주에서 운영된다. TPC "모토"는 역사적으로 샤블레로 알려진 지역의 종교적 구성과 역사를 나타낸다. 1846~1847년에 발레주는 존더분트라고 불리는 가톨릭 주 연맹에 가입할 의도로 스위스에서 분리하려고 시도했지만, 짧고 비교적 무혈의 존더분트 전쟁에서 스위스 연방군에 의해 진압되었다.